# Toporzysko (Petite-Pologne)
Pour les articles homonymes, voir Toporzysko.
Toporzysko est une localité polonaise de la gmina de Jordanów, située dans le powiat de Sucha en voïvodie de Petite-Pologne.